# 乌伊瓦尔福尔沃
乌伊瓦尔福尔沃，是匈牙利绍莫吉州所辖的一个村。总面积12.22平方公里，总人口317，人口密度25.9人/平方公里（2011年1月1日）。